# Bovo (nome)
Bovo  è un nome proprio di persona italiano maschile.

## Varianti
- Maschili: Buovo[1], Bobo[1], Bobone, Bovone
  - Alterati: Bualello[1]
- Femminili: Bova[1], Boba

### Varianti in altre lingue
- Germanico: Bobo[2], Bobbo[2], Bopo[2], Buabo[2], Bubo[2], Bovo[2], Buovo[2]
  - Femminili: Buoba[2], Puoba[2], Poba[2], Bova[2]
- Latino: Bovus[1], Bobo[1]
  - Femminili: Bova[1]

## Origine e diffusione
Si tratta di un nome di origine germanica, ormai desueto, basato sull'elemento bob, di origine ignota.

## Onomastico
L'onomastico si può festeggiare il 22 maggio in ricordo di san Bovo di Voghera, nobile e cavaliere provenzale. Per le forme femminili si può invece festeggiare il 24 aprile in memoria di santa Bova di Reims, principessa merovingia, vergine e badessa.

## Persone
- Bovo di Corvey, abate e teologo tedesco
- Bovo di Voghera, cavaliere e santo franco

## Il nome nelle arti
- Buovo d'Antona è un personaggio della letteratura medievale inglese.